# Epoca lepton
În cosmologia fizică, epoca lepton a fost perioada din evoluția universului timpuriu  în care leptonii au dominat masa universului.
A început la aproximativ 1 secundă după Big Bang, după ce majoritatea hadronilor și anti-hadronilor s-au anihilat reciproc la sfârșitul epocii hadronului. În timpul epocii lepton, temperatura universului a fost încă suficient de ridicată pentru a crea perechi lepton/anti-lepton, astfel încât leptonii și anti-leptonii au fost în echilibru termic. La aproximativ 10 secunde după Big Bang temperatura universului a scăzut până la punctul în care perechile lepton/anti-lepton nu mai erau create. Majoritatea leptonilor și anti-leptonilor au fost apoi eliminați în reacții de anihilare, lăsând un mic reziduu de leptoni. Masa universului a fost apoi dominată de fotoni, și a intrat în următoarea epocă, epoca foton.